# أندرو بودنار
أندرو بودنار (بالإنجليزية: Andrew Bodnar)‏ هو موسيقي بريطاني، ولد في 23 سبتمبر 1954 في لندن في المملكة المتحدة.

## وصلات خارجية
- أندرو بودنار على موقع ميوزك برينز (الإنجليزية)
- أندرو بودنار على موقع ديسكوغز (الإنجليزية)